# 1978年のアメリカンリーグ東地区優勝決定プレイオフ
1978年のアメリカンリーグ東地区優勝決定プレイオフは、1978年10月2日にニューヨーク・ヤンキースとボストン・レッドソックスの間で行われたアメリカンリーグ東地区優勝決定戦である。ヤンキースが勝利し、東地区優勝を果たした。その後、ヤンキースはリーグチャンピオンシップシリーズとワールドシリーズを勝ち抜き、世界一に輝いた。

## 概要
この年のアメリカンリーグ東地区は、7月19日時点ではレッドソックスがヤンキースに14ゲーム差をつけて独走していたが、9月に失速。特に9月8日からの3日間、フェンウェイ・パークでの直接対決4連戦では4連勝を許してしまう（このとき、1770年にアメリカ独立戦争の引き金となった同市での歴史的な事件になぞらえ、「ボストン虐殺事件」と言われた）。この間、ヤンキースはシーズン中盤での不調や主砲レジー・ジャクソンのトラブル及びビリー・マーチン監督解任によるゴタゴタが嘘のように勝ち出す。負けじとレッドソックスも食い下がり、ともに99勝63敗の同率首位でシーズンを終えていた。そこで地区の覇者を決めるためのワンゲームプレーオフが設けられ、コイントスの結果フェンウェイ・パークで行われることとなった。
結果はヤンキースが勝利し、3年連続となるア・リーグ東地区優勝を決め、翌日からのチャンピオンシップシリーズへ進出した。

## 試合結果
表中のRは得点、Hは安打、Eは失策を示す。
- マサチューセッツ州ボストン - フェンウェイ・パーク

|                | 1 | 2 | 3 | 4 | 5 | 6 | 7 | 8 | 9 | R | H  | E |
| -------------- | - | - | - | - | - | - | - | - | - | - | -- | - |
| ヤンキース     | 0 | 0 | 0 | 0 | 0 | 0 | 4 | 1 | 0 | 5 | 8  | 0 |
| レッドソックス | 0 | 1 | 0 | 0 | 0 | 1 | 0 | 2 | 0 | 4 | 11 | 0 |

1. 勝利：ロン・ギドリー (25-3)
2. セーブ：リッチ・ゴセージ (27S)
3. 敗戦：マイク・トーレス (16-13)
4. 本塁打
NYY：バッキー・デント5号3ラン（7回トーレス）、レジー・ジャクソン27号ソロ（8回スタンリー）
BOS：カール・ヤストレムスキー17号ソロ（2回ギドリー）
5. 観客動員数：32,925人　試合時間：2時間52分

ヤンキースは中1日でここまで24勝のギドリー、レッドソックスは16勝のトーレスが先発。試合はレッドソックスが2回裏にヤストレムスキーのソロ本塁打で先制、6回にはこの年本塁打と打点の二冠王に輝いたジム・ライスの適時打で2点差とした。トーレスに2安打に抑えられていたヤンキースは直後の7回表、1死からクリス・チャンブリスとロイ・ホワイトがそれぞれ単打で出塁し、2死後打席にはこの年打率.242・4本塁打とお世辞にも打撃が期待できるとは言えないデントが立った。デントは2球目の自打球が左足を直撃し痛みにのたうち回っていたが、その次の3球目の内角への速球を強振し、打球は左翼のグリーンモンスターを越えて逆転の3点本塁打となった。この回さらにサーマン・マンソンの2塁打で1点、さらに8回にはジャクソンのソロで5-2とした。その裏、レッドソックスは前の回の途中より登板の2番手ゴセージからヤストレムスキーとフレッド・リンの適時打で1点差とすると、続く9回にも2死1、3塁と食い下がるが、ゴセージはヤストレムスキーを三飛に打ち取り、1点差で逃げ切り3年連続で東地区優勝を決めた。